# Buellia subareolata
Buellia subareolata är en lavart som beskrevs av Müll. Arg. 1888. Buellia subareolata ingår i släktet Buellia och familjen Caliciaceae.   Inga underarter finns listade i Catalogue of Life.